# متوسط جو
متوسط جو (انگلیسی: Average Joe) عمدتاً در آمریکای شمالی برای اشاره به یک فرد کاملاً متوسط، معمولاً یک آمریکایی متوسط استفاده می‌شود. می‌توان از آن هم برای ارائه تصویر یک «فرد کاملا متوسط» فرضی و هم برای توصیف یک فرد موجود استفاده کرد. اصطلاحات موازی در زبان‌های دیگر برای معادل‌های محلی در سراسر جهان وجود دارد.